# Shelly Martinez
Shelly Leonor Martinez (Chino (Californië), 9 februari 1980) is een Amerikaans model, professioneel worstelaar en valet van Mexicaanse oorsprong die vooral bekend is van haar tijd bij World Wrestling Entertainment als Ariel, van 2006 tot 2007, en Total Nonstop Action Wrestling als Salinas, van 2007 tot 2008.
Tijdens haar periode bij WWE, was ze lid van New Breed waar ze de rol had van een valet. Tijdens haar periode bij TNA, was ze lid van The Latin American Xchange waar ze ook de rol had van een valet.

## In het worstelen
- Finishers
  - Chokehold STO
  - The Shelly-shock

- Signature moves
  - 666 Forearm
  - Casadora Bulldog
  - Tornado DDT

- Worstelaars gemanaged
  - Aaron Stevens
  - Paul Burchill
  - Seth Skyfire
  - Kevin Thorn
  - Elijah Burke
  - Marcus Cor Von
  - Matt Striker
  - Homicide
  - Hernandez

## Prestaties
- Empire Wrestling Federation
  - EWF Tag Team Championship (1 keer met Threat)